# Fettabsaugung

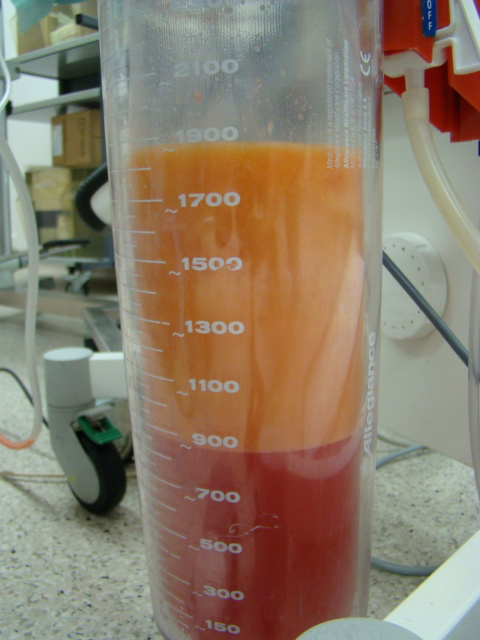
Liposuktion. Aspirat mit abgesaugtem Fettgewebe und Tumeszenzlösung

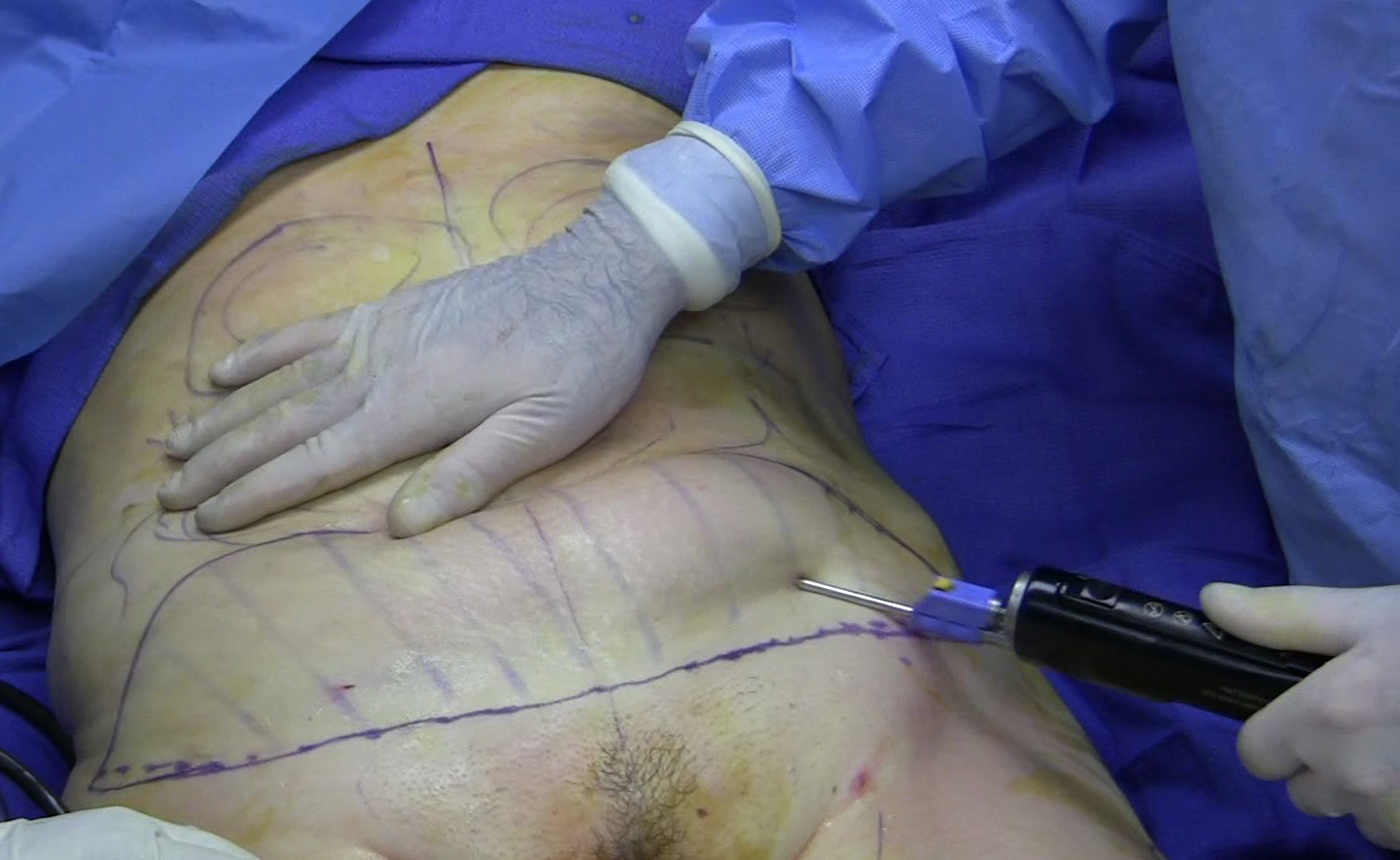
Liposuktion im Bauchbereich

Fettabsaugung (Liposuktion, seltener: Aspirationslipektomie) ist eine Operation, bei der Fettzellen an bestimmten Stellen unter der Haut mit Kanülen abgesaugt werden. Sie wird zumeist als Schönheitsoperation, Fachterminus „ästhetisch chirurgischer Eingriff“, jedoch vermehrt auch krankheitsbedingt beim Lipödem vorgenommen. Generell versteht man unter Eingriffen der ästhetischen Chirurgie formverändernde Eingriffe, deren Indikation auf Wunsch des Patienten zurückgeht (elektiver Eingriff). Im Krankheitsfall werden schmerzhafte Einlagerungen von Fettzellen entfernt.
Ästhetisch-chirurgische Eingriffe finden fachübergreifend statt und werden demnach von Ärzten unterschiedlicher Fachherkunft vorgenommen (u. a. Allgemeinchirurgen, Mund-Kiefer-Gesichts-Chirurgen, Dermatologen, Plastische Chirurgen, Gynäkologen, HNO-Ärzte, Allgemeinmediziner). Der Begriff „Schönheitschirurg“ wird in diesem Zusammenhang zwar oft genutzt, stellt allerdings keinen Facharzttitel dar.

## Geschichte
Ästhetische Chirurgie ist keine Neuerfindung des 20. Jahrhunderts, sondern schon seit mindestens 1400 Jahren bekannt. Einer der frühesten mitteleuropäischen Nachweise stammt aus der 1230 abgeschlossenen Chronik vom Petersberg, wonach der fettleibige Markgraf Dedo III. auf einem Feldzug in Italien am 16. August 1190 an den Folgen einer operativen Fettentfernung verstarb. Sie erlebte ihren Aufschwung allerdings erst im 19. Jahrhundert. Seit Anfang des 20. Jahrhunderts gibt es erste Versuche, überschüssiges Fett mit Hilfsmitteln der Medizin zu reduzieren, initial vor allem durch chirurgische Maßnahmen, die mit großen Schnitten und damit auch, entsprechend den damals herrschenden hygienischen Umständen, mit einem großen Risiko an Wundheilungsstörungen einhergingen. Erste Versuche der Fettabsaugung werden dem Franzosen Charles Dujarrier zugeordnet, wobei dieser einer Boulevardtänzerin bei Versuchen mit scharfen Kanülen die Beinarterie verletzte, was letztlich zu einer Beinamputation führte. In den 1960er und 1970er Jahren versuchten es vor allem Josef Schrudde, ein deutscher Chirurg, und die Schweizer Chirurgen Meyer und Kesselring, ihre scharfen Instrumente mit einer Absaugfunktion zu kombinieren, was allerdings nicht sehr erfolgreich verlief und mit einer hohen Rate an Komplikationen einherging, wie hohe Blutverluste, Verletzungsrisiken benachbarter Organe usw.
Erst dem Franzosen Yves-Gerard Illouz gelang es 1977 mit seinen Pionierarbeiten mittels dünnerer stumpfer Kanülen und dem präoperativen Einbringen einer größeren Flüssigkeitsmenge, wesentliche Fortschritte zu erzielen. Trotzdem gelang der Durchbruch erst durch die sogenannte Tumeszenztechnik, die vom Franzosen Fournier und dem Amerikaner Klein geprägt wurden.
Ökonomische Interessen seitens der Anbieter dürften für den Boom auch eine wichtige Rolle spielen.

## Technik
Die derzeit am häufigsten angewendete Methode ist die vom kalifornischen Hautarzt Jeffrey A. Klein entwickelt Tumeszenzanästhesie. Dabei werden in einem ersten Schritt ½ bis mehrere Liter eines Gemisches aus sterilem, isotonen Wasser, einem Betäubungsmittel (ähnlich dem bei zahnärztlichen Behandlungen), Natriumbicarbonat sowie meist auch etwas Cortison in das Unterhautfettgewebe gespritzt. Dieses Gemisch verursacht dort zwei Hauptwirkungen: Eine bis zu 18 Stunden anhaltende, bei fachgerechter Anwendung auch sicher wirkende Betäubung und das Vollsaugen der einzelnen Fettzellen mit dem Gemisch, die sich dadurch leichter aus dem Bindegewebe, welches das Fettgewebe und die Haut stabilisiert, herauslösen lassen. Dieser Prozedur folgt eine mindestens 30–60 minütige Wartezeit, bei der sich die applizierte Flüssigkeit im Fettgewebe gleichmäßig verteilt und die Betäubung wirksam wird. Es bildet sich eine Art Emulsion aus Fettzellen und Tumeszenzlösung. Die das Fettgewebe stabilisierenden Bindegewebsstrukturen, aber auch die Venen, Gefäße und Nerven, die das Fettgewebe durchziehen, werden nicht verändert. Anschließend wird die Emulsion aus dem Fettgewebe mit einem leichten Sog und Spezialkanülen entfernt. Je nach zur Anwendung kommenden Kanülen müssen die Stellen, an denen die Kanüle die Haut durchdringt, vernäht werden oder nicht. In der Folge ist ein Kompressionsmieder anzulegen, das über einen Zeitraum von wenigen Tagen bis zu sechs Wochen zu tragen ist.
Für die Absaugung werden meist maschinelle Saugpumpen verwendet, die einen kontinuierlichen, mittleren bis starken Sog erzeugen. Eine aufwendigere Methode wird bei der Liposkulptur angewendet, bei der stattdessen manuell bediente Saugspritzen von 20 bis 60 cm³ verwendet werden. Die Befürworter dieser Absaugmethode machen geltend, dass durch den schwächeren und degressiven Sog der Spritzen ein gewebeschonenderes Arbeiten möglich sei, das geringere Belastung des Patienten und verringerten Nachsorgeaufwand bedinge. Soll das abgesaugte Fett zum Fetttransfer weiterverwendet werden, ist die Anwendung von Saugspritzen der Standard.
Herkömmliche Kanülen zur Fettabsaugung besitzen einen Durchmesser von 3 bis 8 mm. Diese Kanülen ermöglichen ein schnelles Arbeiten. Eine aufwändigere Methode stellt die Verwendung von Mikrokanülen mit einem Durchmesser von 1–2,5 mm dar.
Befürworter der Mikrokanülen weisen darauf hin, dass diese ein wesentlich präziseres und dabei gewebeschonenderes Absaugen ermöglichen als dickere Absaugkanülen. Auch sind keine Gewebeeinschnitte nötig, es reichen minimale Hautinzisionen, die z. B. mit einem 1,5-mm-Puncher gemacht werden und nicht vernäht werden müssen. Besonders schonend kann abgesaugt werden, wenn die Liposkulptur mit Mikrokanülen verknüpft wird. Hierbei kann die Zeit nach dem Eingriff, in der Kompression getragen werden muss, von ansonsten vier bis sechs Wochen auf wenige Tage verkürzt werden. Klein ist Befürworter der Mikrokanülenmethode. Für Mikrokanülen existieren eine Reihe von Patenten, so z. B. von Klein und Heinrich.
Die Liposuktion muss unterschieden werden von Methoden der sog. Lipolyse, bei der nichtinvasiv von außen über die Haut Energie (Ultraschall/Kavitation/Radiofrequenz/Unterdruck) oder Kälte in das Gewebe eingebracht wird, um Effekte an unter der Haut gelegenen Zellen und hier v. a. den Fettzellen zu entfalten, die „entleert“ werden sollen. Der tatsächliche Wirkmechanismus der einzelnen Methoden ist nicht sicher geklärt.
Des Weiteren zu unterscheiden ist die sog. Injektions-Lipolyse, bei der ein in Deutschland für diesen Eingriff verbotener Stoff in das zu reduzierende Gewebe gespritzt wird, der die betroffenen Zellen absterben lässt. Die Methode kommt v. a. bei ganz lokalisierten Prozessen zum Einsatz und ist aufgrund der möglichen Nebenwirkungen in Kritik geraten.
Bei der Fettabsaugung gibt es verschiedene Modifikationen der Technik. Diese bestehen v. a. in dem Handstück, an das die Kanüle angesetzt wird:
- ein reines Handstück, zum besseren Greifen der Kanüle.
- ein vibrierender Adapter – Vibrationsassistierte Liposuktion (VAL) auch PAL (Power assisted Liposuction) genannt.
- ein Adapter, der Ultraschall erzeugt – Ultraschallunterstützte Liposuktion (UAL oder auch VASER genannt), der vor der eigentlichen Absaugung helfen soll, Fettzellen zu verflüssigen. X-UAL setzt von außen applizierte Ultraschallenergie ein.
- ein Adapter, der es erlaubt, in kurzer Folge und über die gleiche Kanüle das Gewebe zu „wässern“ und „abzusaugen“ – Wasserstrahlassistierte Liposuktion (WAL).
- oder ein Adapter, der zusätzlich nach dem Vorgang der Fettabsaugung laservermittelte Wärmeenergie über eine Faser in das Gewebe bringt. Zum Einsatz kommen verschiedene Lasersysteme, wobei vorwiegend die Wellenlänge eines Nd:YAG-Lasers genutzt wird – Laserunterstützte Liposuktion (LPL).

Jede Methode zeichnet sich durch eigene Vor- und Nachteile aus, wobei keine Methode einen wissenschaftlich belegten Anspruch auf Überlegenheit hinsichtlich des ästhetischen Ergebnisses bzw. der Effektivität erheben kann, allerdings ggf. die Arbeit für den Operateur erleichtern kann.
Die Fettabsaugung wird häufig als ergänzende Maßnahme simultan auch bei anderen kosmetischen Operationen (z. B. Bauchdeckenstraffung, Brustverkleinerung etc.) für die Verbesserung der Ergebnisse eingesetzt.
Unterschieden werden muss die Injektions-Lipolyse-Methode (sog. „Fett-Weg-Spritze“), die sich lediglich bei lokalisierten Fettansammlungen als Alternative anbietet. Die zum Einsatz kommenden chemischen Agenzien (Phosphatidylcholin) sind allerdings für diesen Einsatz nicht zugelassen und stellen daher einen „Off-Label-Use“ dar. Die Methode ist in einigen Ländern verboten.

## Kosten und Risiken
Kleinere Eingriffe kosten laut der Deutschen Gesellschaft für Ästhetisch-Plastische Chirurgie (DGÄPC) rund 1000 Euro, wird Fett gleichzeitig an mehreren Stellen abgesaugt, können Kosten von 10.000 Euro und mehr anfallen, hinzu kommen Narkose- und Klinikkosten. Kleine Eingriffe dauern rund 20 Minuten, größere bis zu drei Stunden und erfolgen dann gegebenenfalls unter Vollnarkose.
Neben geeigneter Gerätschaft ist vor allem das Können und die Erfahrung des Operateurs für das Gelingen des Eingriffs entscheidend. Dieser sollte über ein gewisses Gefühl für Fettgewebe verfügen, das man schulisch nicht erlernen kann, da die Technik der Fettabsaugung in kaum einem Facharzttitel zwingend in der Weiterbildungsordnung gefordert wird. Die Qualität der Behandlung hängt vor allem von der individuellen ärztlichen Erfahrung und Begabung ab. Bei der Abschätzung des Risikos für Liposuktionen sollte man bedenken, dass die Fettabsaugung bei der Masse der in jedem Jahr vorgenommenen Eingriffe (250.000 in Deutschland, mindestens 750.000 in den USA) relativ sicher ist, aber allein in Deutschland mit fünf Todesfällen pro Jahr gerechnet wird. Generell haben Eingriffe unter stationären Bedingungen, sprich in Krankenhäusern, wegen nosokomialer Infektionen statistisch gesehen ein höheres Komplikationsrisiko. Wie bei jedem anderen Eingriff kann es nach der Operation zu Schmerzen, Infektionen, Blutungen u. a. kommen. In diesem Fall ist eine sofortige Krankenhauseinweisung dringend zu empfehlen, da eine große Zahl der in der Literatur beschriebenen, ernst verlaufenden Zwischenfälle auf ein – in diesen Fällen gefährliches – Zögern und Bestreben der absaugenden Ärzte, das Problem „selbst hinzukriegen“ zurückzuführen ist. Eine Liposuktion beim Lipödem ist mit erhöhten Risiken verbunden.
Ab 2020 übernehmen die deutschen Krankenkassen die Kosten einer Liposuktion zur Behandlung des schweren und eindeutigen Lipödems (Grad 3) als Sachleistung, allerdings nur unter einem BMI von 35, was Kritik seitens Interessensgruppen hervorruft. Gegenstand der Kontroverse ist vor allem die Problematik einer Liposuktion als Adipositasbehandlung.

## Einschränkungen
Mit der Fettabsaugung ist es möglich, Fettgewebe zu entfernen – jedoch möglicherweise nicht dauerhaft. Neuere Untersuchungen deuten darauf hin, dass bestimmte Strukturen im Hypothalamus nach dem Eingriff bestrebt sind, die Ausgangsmenge des Körpergesamtfettes wiederherzustellen. Anscheinend wird das Fett zunächst in andere Fettdepots abgelegt. Bei den o. g. Untersuchungen hatte die Gesamtkörperfettmenge bereits nach zwölf Wochen ihren Ausgangswert erreicht und z. T. überschritten. Ob sich dieser Zustand in der Folgezeit noch geändert hat, wurde nicht untersucht.
Trotzdem wurde in einigen Studien beschrieben, dass die Methode der Fettabsaugung zur Behandlung adipöser Patienten sicher eingesetzt werden kann.
In der Praxis bedeutet das, dass bei Fettabsaugung im Fall von Übergewicht eine professionelle Ernährungsberatung, Sport, Änderung des Lebensstils u. a. zeitgleich oder besser vorher stattfinden sollten. Das gilt vor allem für Männer, bei denen sich Fett geschlechtsspezifisch leichter als Viszeralfett (d. h. optisch nicht sichtbar in der freien Bauchhöhle) anlagert, das nicht absaugbar ist.
Dieses Fett hat im Vergleich zum Subkutanfett offenbar eine erhöhte endokrinologische Aktivität, es produziert also im Vergleich zum Subkutanfett vermehrt Botenstoffe, die wiederum Einfluss auf Prozesse wie Atherosklerose, Diabetes, Blutdruck usw. nehmen.
Die Effekte einer Fettabsaugung für diese Vorgänge sind in mehreren Studien mit teils widersprüchlichen Ergebnissen untersucht worden.
Neuere Ansätze gehen von einem kumulativen Gesundheits-Risiko des viszeralen und subkutanen Fettgewebes (Gesamtkörperfettmenge) aus.
Es lassen sich aus dem bereits Bekannten folgende Schlüsse ziehen:
1. Fettabsaugung ersetzt nicht gesundheitsbewusste Ernährung oder andere Maßnahmen zur Behandlung der Ursachen übermäßiger Fettdepots.
2. Eine rasche Gewichtsabnahme einzig durch Fettabsaugung ist nicht möglich. Dennoch kann die Reduktion der Menge an Fettzellen im Körper eine Gewichtsabnahme begünstigen. So sind z. B. Fettzellen in der Lage, durch das Enzym Aromatase einen Teil des Testosterons in Estrogene umzuwandeln, die eine Fettanreicherung des Körpers begünstigen. Außerdem zeigt die klinische Erfahrung, dass Gewichtsabnahme durch Diät und andere Maßnahmen unmittelbar nach einer Fettabsaugung leichter verläuft als ohne eine solche. Ob dafür psychologische Faktoren oder physiologische Faktoren (Initiierung von lipolytischen Prozessen durch die Fettabsaugung) ausschlaggebend sind, wird diskutiert.
3. Die Gesamtkörperfettmenge kann durch eine Fettabsaugung reduziert werden. Die Dauerhaftigkeit des Erfolges hängt – wie jede Maßnahme zur gesundheitlich wirksamen Gewichtsreduktion – davon ab, ob der Lebensstil vorteilhaft angepasst wird: Kalorienreduktion und körperliche Aktivität.
4. Mithilfe der Fettabsaugung kann grundsätzlich eine Dysproportionalität dauerhaft proportioniert werden, also der Körper geformt werden. Bei erneuter Gewichtszunahme kommt es allerdings auch wieder zur Einlagerung von Fett. Dieses lagert sich nicht wieder überproportional in der behandelten Zone ein, sondern eher gleichmäßig sowohl in behandelte und unbehandelte Bereiche.

## Liposkulptur und Fetttransfer

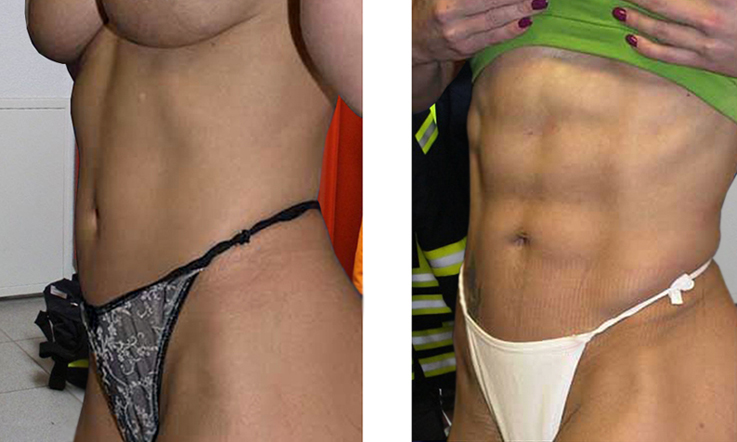
Waschbrettbauch-Liposkulptur bei einer Frau

Während die Fettabsaugung meistens mit der Entfernung missliebiger „Polster“ in Verbindung gebracht wird, wird diese vermehrt zur Veränderung der Körperkonturen von Normalgewichtigen eingesetzt. So ist die gängigste Methode, um operativ einen Waschbrettbauch zu erzeugen, das Modellieren mittels Fettabsaugen.
Mittels Fetttransfer (fat grafting) wird das abgesaugte Fett einer Körperregion in andere Fettdepots im Unterhautfettgewebe eingebracht. Am bekanntesten ist der sogenannte Brazilian Butt Lift, bei dem Bauchfett in den Po verlegt wird. In jüngerer Zeit werden bei Männern auch Muskeln mit Fettdepots besser zur Geltung gebracht, so der Brustmuskel und der Bizeps.